# The Confusions
The Confusions é uma banda de Indie rock oriunda de Sundsvália na Suécia. A banda é composta actualmente por cinco amigos e foi formada no início da década de 1990. Os temas da banda são cantados em Inglês, mas uma parte da banda (Zarah Andersson-Knut, Mikael Andersson-Knut e Fredrik Hast) fazem parte de um projecto irmão chamado Kolbacken, no qual os temas são cantados em sueco.
Fernando Rivera, crítico de música e admirador da banda, descreve a sonoridade dos seus temas como uma mistura de emotivas melodias Pop, com uma explosão de guitarras fortes e também com baladas carregadas de sentimento. 
Os albuns "Everyone´s Invited" e "Six o´seven" foram produzidos por Peter Svensson da banda sueca The Cardigans. A banda ganhou o prémio de melhor álbum com o 5am, na quarta edição do Sundsvall Music Awards. Para além desse prémio regional, a banda com o single " The Pilot" conseguiu permanecer por várias semanas no top do "MTV Upnorth" e por duas semanas consecutivas na primeira posição do mesmo.

## Discografia

### Álbuns
- (1995) Being Young
- (1995) Being Young - Special Edition
- (1996) Everyone's Invited
- (1998) Six-0-Seven
- (2002) Trampoline
- (2006) 5am
- (2008) The Story Behind the Story
- (2009) A Permanent Marker
- (2014) The Confusions

### EPs
- (1993)Split
- (1994)Forever
- (1997) Cornflake King
- Window
- Pilot
- Don't Let The World Catch You Crying
- Imagination
- (2014)  Oh God I Think I'm In Love

### Singles
- "All Dressed Up"
- "Steroid Hearts"
- "Raining Cigarettes"
- "The Pilot"
- Tonight
- "Painted People"
- "Artificial"
- "Don't Let The World Catch You Crying"
- "Thin"
- "The Logo"
- "Strangers"
- "I Won't Be Sober When This Is Over"
- "Boys will be Boys"
- (2014) "It's So Quiet, It's So Cold"
- (2014) "Oh God I Think I´m in Love"
- (2014) "Pavement"
- (2015) "Det Är Här Vi Står Idag" (GIF Sundsvall fotball song)
- (2016) "Varje Ögonblick Vårt Eget" (Soundtrack)
- (2018) "LIPS"
- (2018) "LIPS remix by Polygrim"
- (2018) "Don't You Fall In Love"